# Istri
Gli Istri (in greco: Ἵστρων ἔθνος) erano un'antica tribù, che Strabone indica come dimorante nell'Istria, a cui diedero il nome. Sono classificati in alcune fonti come tribù "Venetica", che aveva legami con gli Illiri.
I Romani descrissero gli Istri come un feroce popolo di pirati, protetti dalle loro coste rocciose. Ci vollero due campagne militari da parte dei Romani per domarli definitivamente nel 177 a.C. La regione fu poi chiamata insieme alla parte veneta X Regio "Venetia et Histria", che divenne l'antico confine nord-orientale dell'Italia di cui riferisce anche Dante Alighieri (fiume Arsia). È molto probabile che la civiltà dei castellieri - antiche fortificazioni composte da grandi blocchi di pietre, i cui resti sono visibili da Trieste a Fiume - siano opera di popolazioni di origine indoeuropea che occuparono le coste adriatiche tra il XII e l'VIII secolo a.c., riconducibili a popolazioni venete e/o illiriche, che poi composero l'etnos degli Istri. Tali costruzioni farebbero presupporre l'esistenza di punti di osservazione delle coste protette da queste mura e poco abitate, che servivano sia al riparo delle attività di pirateria, sia per la difesa.